# Hậu Tần

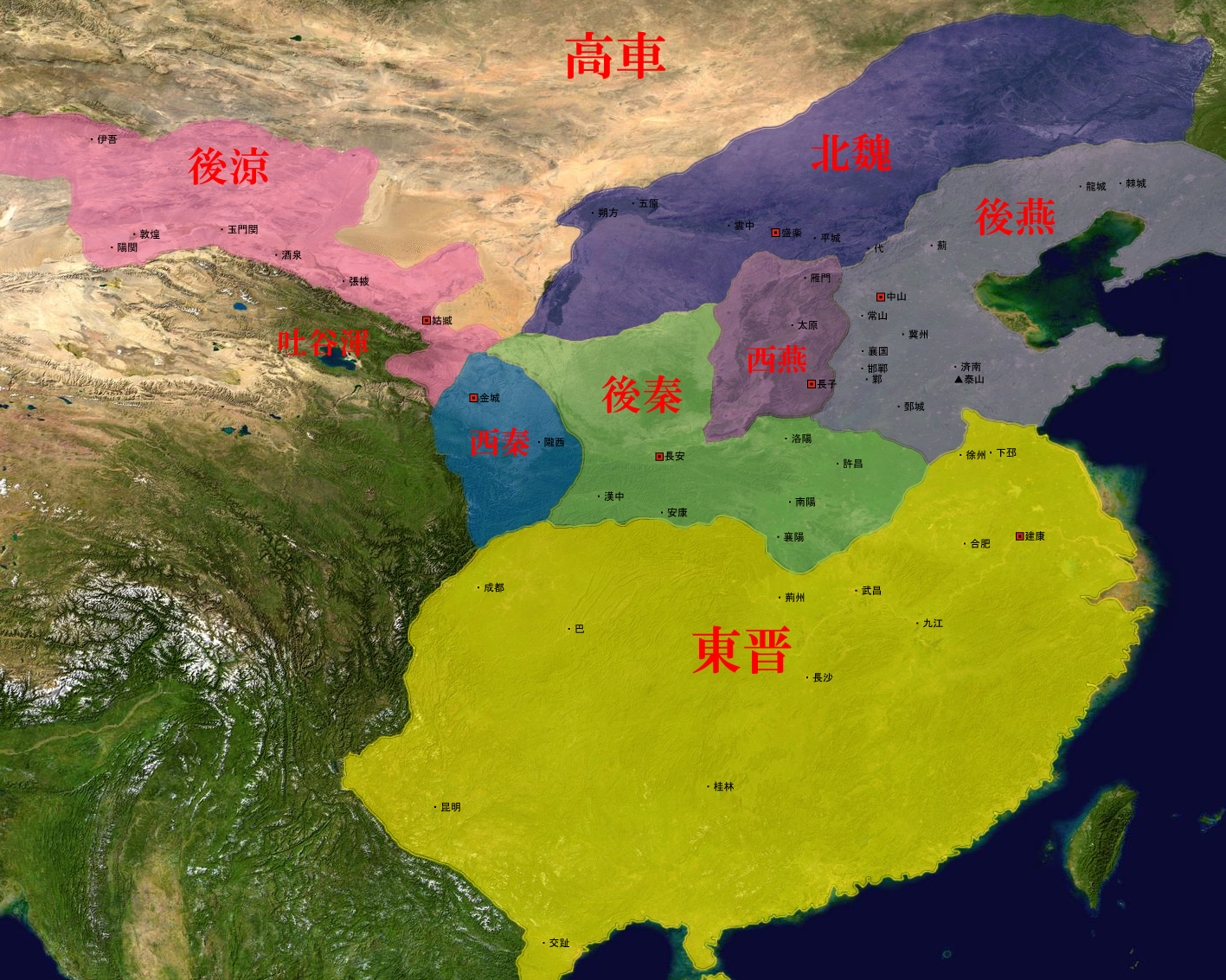
Thời kỳ 386-394
Hậu Tần
Đông Tấn
Bắc Ngụy
Hậu Yên
Tây Yên
Tây Tần
Hậu Lương

Hậu Tần (384 – 417) là một quốc gia thời Ngũ Hồ Thập lục quốc trong lịch sử Trung Quốc của người tộc Khương, tồn tại từ năm 384 đến năm 417.

## Thành lập
Diêu Trường (331 – 394) thuộc tộc Khương, là con thứ 24 của Thủ lĩnh Diêu Dặc Trọng và em của Diêu Tương.
Trước đây, Diêu Dực Trọng từng thần phục nước Hậu Triệu của họ Thạch. Khi Hậu Triệu mất, Diêu Tương lên làm thủ lĩnh thay cha. Diêu Tương xung đột với cả Đông Tấn và Tiền Tần - khi đó mới thành lập dưới quyền cha con Phù Kiện - Phù Sinh. Năm 356, Diêu Tương bị Phù Sinh bắt giết, Diêu Trường đầu hàng Tiền Tần.
Năm 357, Phù Kiên (em họ Phù Sinh) giết Phù Sinh lên thay. Năm 367, ông được Phù Kiên phong chức Thái thú Lũng Đông (Thiểm Tây). Năm 368 được phong Nghi Đô Hầu sau đó làm Long Nhương Tướng quân, kiêm Đô đốc Lương Châu.
Năm 383, Phù Kiên bị Đông Tấn đánh đại bại ở trận Phì Thủy. Một loạt tộc Ngũ Hồ bị Tiền Tần tiêu diệt nổi dậy phục quốc. Diêu Trường được lệnh đi đánh Tây Yên của Mộ Dung Vĩnh nhưng thất trận. Sợ bị Phù Kiên trị tội, ông bèn quyết định li khai.
Năm 384, Diêu Trường tự xưng Đại tướng quân, Đại thiền vu, Tần Vương vạn thế, lúc đầu đóng đô ở Bắc Địa (Đông Xuyên, Thiểm Tây), sử gọi là Hậu Tần hay Diêu Tần.
Năm 385, nhân lúc Phù Kiên bị Vua Tây Yên Mộ Dung Vĩnh vây ngặt phải bỏ Trường An ra núi Ngũ Tướng, Diêu Trường mang quân đón bắt được Phù Kiên và xử tử. Ít lâu sau, Tây Yên suy yếu, Diêu Trường mang quân đánh chiếm Trường An và từ đó định đô Hậu Tần tại đây.
Dòng họ của Phù Kiên tiếp tục chống lại Hậu Tần, cả sau khi ông mất. 
Năm 394, quân Hậu Tần dưới quyền con ông là Diêu Hưng bắt được Cao Đế Phù Đăng của nhà Tiền Tần rồi đánh bại vua cuối cùng của Tiền Tần là Phù Xung.

## Phát triển
Diêu Trường dựng nước rồi, áp dụng các biện pháp trừ bỏ hết hỗn loạn cuối đời Tiền Tần, đổi mới chính trị, trừng phạt tham ô, chỉnh đốn hình ngục, bãi bỏ hình phạt tàn khốc. Các mặt xã hội đều xuất hiện khí tượng mới.
Con trai Diêu Trường là Diêu Hưng (366 – 416), tôn sùng Nho học, đề xướng Phật giáo, lấy đó tăng cường thêm tư tưởng thống trị. Diêu Hưng thường cần cầu các bậc hiền tài ra giúp nước, và cũng triệu vời các đạo nhân ẩn sĩ ở sơn lâm về Kinh đô phò tá, cho xây nhiều chùa chiền, Phật giáo được phát triển với 90% dân số theo đạo Phật.
Năm 399, Hậu Tần chiếm được Lạc Dương và một số vùng xung quanh. Năm 401, vào tháng năm, Diêu Hưng sai Diêu Thạc Đức dẫn đại quân đánh Hậu Lương của họ Lã đã suy yếu và bị Tây Lương, Bắc Lương và Nam Lương chia cắt. Đến tháng 9 năm đó, Lã Long thần phục Hậu Tần.
Để phát triển sinh sản nông nghiệp, sau khi đánh bại thế lực tàn dư Tiền Tần, Diêu Hưng cho chuyển toàn bộ quân đội sang làm nông nghiệp và thả một số lớn nô lệ cho tham gia sản xuất nông nghiệp. Nhờ vậy kinh tế xã hội có bước phát triển, thế nước khá hùng cường. Thế nhưng vì chiến tranh liên miên, thuế má nặng nề, nhân dân đau khổ khôn xiết, mâu thuẫn gia cấp ngày càng gay gắt. Nhân dân ly tán, phần tử thượng tầng các dân tộc thừa cơ làm loạn, xã hội dao động không yên.

## Diệt vong
Năm 407, hậu duệ của một tộc người Hung Nô, con của Lưu Vệ Thần - thủ lĩnh người Hung Nô bị Thác Bạt Khuê đánh bại khi dựng nước Ngụy năm 386 - tên là Lưu Bột nổi dậy ở miền Bắc, đổi họ là Hách Liên (tiếng Hung Nô nghĩa là "trời"). Hách Liên Bột Bột vốn là thuộc tướng của Hậu Tần. Diêu Hưng phân cấp cho Bột Bột 5 bộ Tiên Ty và hơn 2 vạn người Hồ trấn thủ phương Bắc. Sau đó Bột Bột ly khai, tự lập ra nước Hạ, định đô ở Thống Vạn (Hành Sơn, Thiểm Tây). Hậu Tần suy yếu, không dẹp được.
Năm 416, Diêu Hưng chết, con trai Diêu Hoằng (388 – 417) lên ngôi.
Năm 417 (niên hiệu Vĩnh Hòa thứ 2), Hậu Tần bị Lưu Dụ nhà Đông Tấn tiêu diệt, trước sau tồn tại 34 năm. Diêu Hoằng bị Lưu Dụ bắt mang về Kiến Khang xử tử.
Lưu Dụ cho trưng tập hết thợ thủ công trong thành Trường An, khiến cho thành trở nên rỗng không, mãi hơn 100 năm sau dưới thời Tây Ngụy mới phục hồi được.

## Các vua Hậu Tần
- Diêu Dặc Trọng được truy phong là Thế tổ Cảnh nguyên đế.
- Diêu Tương được truy phong là Ngụy Vũ vương.

1. Thái Tổ Chiêu Hoàng đế Diêu Trường (384 - 393) niên hiệu Bạch Tước, Thái Sơ
2. Cao Tổ Hoàn Hoàng đế Diêu Hưng (394 – 416) niên hiệu Hoàng Sơ, Hoằng Thủy
3. Hậu Chủ Diêu Hoằng (416 - 417)

|                                  |                                  |                                  |                                  |                                  |                                  |  |  | Kha Hồi                                   |  |  |  |  |  |  |  |                                         |                                         |                                         |                                         |                                         |                                         |  |  |  |  |  |  |  |  |  |  |
|                                  |                                  |                                  |                                  |                                  |                                  |  |  |                                           |  |  |  |  |  |  |  |                                         |                                         |                                         |                                         |                                         |                                         |  |  |  |  |  |  |  |  |  |  |
|                                  |                                  |                                  |                                  |                                  |                                  |  |  | Tần Cảnh Nguyên Đế Diêu Dặc Trọng 280-352 |  |  |  |  |  |  |  |                                         |                                         |                                         |                                         |                                         |                                         |  |  |  |  |  |  |  |  |  |  |
|                                  |                                  |                                  |                                  |                                  |                                  |  |  |                                           |  |  |  |  |  |  |  |                                         |                                         |                                         |                                         |                                         |                                         |  |  |  |  |  |  |  |  |  |  |
|                                  |                                  |                                  |                                  |                                  |                                  |  |  |                                           |  |  |  |  |  |  |  |                                         |                                         |                                         |                                         |                                         |                                         |  |  |  |  |  |  |  |  |  |  |
| Ngụy Vũ Vương Diêu Tương 331-357 | Ngụy Vũ Vương Diêu Tương 331-357 | Ngụy Vũ Vương Diêu Tương 331-357 | Ngụy Vũ Vương Diêu Tương 331-357 | Ngụy Vũ Vương Diêu Tương 331-357 | Ngụy Vũ Vương Diêu Tương 331-357 |  |  |                                           |  |  |  |  |  |  |  | Tần Vũ Chiêu Đế Diêu Trường 330-384-393 | Tần Vũ Chiêu Đế Diêu Trường 330-384-393 | Tần Vũ Chiêu Đế Diêu Trường 330-384-393 | Tần Vũ Chiêu Đế Diêu Trường 330-384-393 | Tần Vũ Chiêu Đế Diêu Trường 330-384-393 | Tần Vũ Chiêu Đế Diêu Trường 330-384-393 |  |  |  |  |  |  |  |  |  |  |
| Ngụy Vũ Vương Diêu Tương 331-357 | Ngụy Vũ Vương Diêu Tương 331-357 | Ngụy Vũ Vương Diêu Tương 331-357 | Ngụy Vũ Vương Diêu Tương 331-357 | Ngụy Vũ Vương Diêu Tương 331-357 | Ngụy Vũ Vương Diêu Tương 331-357 |  |  |                                           |  |  |  |  |  |  |  | Tần Vũ Chiêu Đế Diêu Trường 330-384-393 | Tần Vũ Chiêu Đế Diêu Trường 330-384-393 | Tần Vũ Chiêu Đế Diêu Trường 330-384-393 | Tần Vũ Chiêu Đế Diêu Trường 330-384-393 | Tần Vũ Chiêu Đế Diêu Trường 330-384-393 | Tần Vũ Chiêu Đế Diêu Trường 330-384-393 |  |  |  |  |  |  |  |  |  |  |
|                                  |                                  |                                  |                                  |                                  |                                  |  |  |                                           |  |  |  |  |  |  |  | Tần Văn Hoàn Đế Diêu Hưng 366-393-416   |                                         |                                         |                                         |                                         |                                         |  |  |  |  |  |  |  |  |  |  |
|                                  |                                  |                                  |                                  |                                  |                                  |  |  |                                           |  |  |  |  |  |  |  |                                         |                                         |                                         |                                         |                                         |                                         |  |  |  |  |  |  |  |  |  |  |
|                                  |                                  |                                  |                                  |                                  |                                  |  |  |                                           |  |  |  |  |  |  |  | Tần Hậu Chủ Diêu Hoằng 388-416-417      |                                         |                                         |                                         |                                         |                                         |  |  |  |  |  |  |  |  |  |  |